# Lomba (Sabugal)
Lomba ist ein Ort und eine ehemalige Gemeinde (Freguesia) im portugiesischen Kreis Sabugal. Die Gemeinde hatte 57 Einwohner (Stand 30. Juni 2011).
Am 29. September 2013 wurden die Gemeinden Lomba, Pousafoles do Bispo und Pena Lobo zur neuen Gemeinde União das Freguesias de Pousafoles do Bispo, Pena Lobo e Lomba zusammengeschlossen.